# إيفيري باديز غولف 6
إيفيري باديز غولف 6 (بالإنجليزية: Everybody's Golf 6)‏، هي الجزء السادس من سلسلة إيفيري باديز غولف، وهي لعبة فيديو من نوع رياضة غولف، صدرت اللعبة في الأسواق سنة 2011، وتعمل على منصتي بلاي ستيشن 3 وبلاي ستيشن فيتا.